# Raspailia microacanthoxea
Raspailia microacanthoxea är en svampdjursart som beskrevs av Kazuo Hoshino 1976. Raspailia microacanthoxea ingår i släktet Raspailia och familjen Raspailiidae.
Artens utbredningsområde är havet kring Japan. Inga underarter finns listade i Catalogue of Life.